# Dragon de glace
Dragon de glace est un recueil de nouvelles fantastiques de l'écrivain américain George R. R. Martin publié en France en 2011. Ce recueil n'a pas d'équivalent en langue anglaise.

## Contenu
- Le Dragon de glace, 2002 ((en) The Ice Dragon, 1980)
- Dans les contrées perdues, 2003 ((en) In the Lost Lands, 1982)
- L'Homme en forme de poire, 2004 ((en) The Pear-Shaped Man, 1987)
- Portrait de famille, 2011 ((en) Portraits of His Children, 1985)

## Prix littéraires
- La nouvelle L'Homme en forme de poire a remporté le prix Bram Stoker de la meilleure nouvelle longue 1987.
- La nouvelle Portrait de famille a remporté le prix Nebula de la meilleure nouvelle longue 1985.

## Éditions
- Dragon de glace, 16 mai 2011, trad. Pierre-Paul Durastanti, Thomas Bauduret, Gilles Goullet et Annaïg Houesnard, éditions ActuSF, collection Perles d'épice (no 5), 196 pages  (ISBN 978-2917689295).